# Elias Dolianiti
Elias Dolianiti (Rio de Janeiro, 26 de janeiro de 1911 – 30 de julho de 1985) foi um naturalista e paleobotânico brasileiro. Primeiro paleobotânico brasileiro, foi o primeiro especialista nacional em flora de Glossopteris e autoridade nacional e mundial em flora do Gondwana.

## Biografia
Elias nasceu na cidade do Rio de Janeiro, em 26 de janeiro de 1911. De família de origem grega, era filho de Demétrio Elias Dolianiti e Presciliana de Araújo Dolianiti. Foi casado com Dirce Ribeiro do Valle Dolianiti, escriturária e datilógrafa Divisão de Geologia e Mineralogia do Departamento Nacional da Produção Mineral (DNPM), com quem teve uma filha, Maria Helena Dolianiti.
Ingressou na Faculdade de Filosofia, Ciências e Letras da Universidade do Brasil, hoje a Universidade Federal do Rio de Janeiro, para cursar Ciências naturais e em 1933 já era auxiliar técnico do serviço de petrografia da divisão de geologia e mineralogia do Departamento Nacional da Produção Mineral (DNPM).
Em 1940, foi promovido, sendo transferido para a seção de paleontologia da mesma divisão do DNPM. Seu primeiro trabalho de campo paleontológico aconteceu em 3 de setembro de 1941, para a região de Chapada Santa no Acre, onde coletou inúmeros fósseis. Foi assistente do paleontólogo e professor Llewellyn Ivor Price por volta dessa mesma época.
Em 1944, viajou para a região carbonífera de Santa Catarina, onde coletou cerca de 3 mil fósseis da flora de Glossopteris. Em vários trabalhos de campo pelo país, coletou fitofósseis que reconstruíram o passado paleobotânico do centro-sul do país, principalmente da Bacia do Paraná e que ainda hoje são referência na área. Com o também paleontólogo José Henrique Millan fez trabalhos pioneiros na Bacia do Paraná, identificando holótipos e expandindo o conhecimento na área. Publicou mais de 30 artigos científicos apenas sobre as bacias sedimentares brasileiras, o que lhe rendeu o reconhecimento de especialista nacional e mundial em flora do Gondwana.
No período de 1946 a 1950, estudou e preparou fitofósseis da bacia terciária do Fonseca, em Minas Gerais. Em 1956, foi professor de paleobotânica do curso de História Natural do Instituto Brasileiro de Bibliografia e Documentação (IBBD). Em 1958, foi um das organizadores e participantes do I Congresso Brasileiro de Paleontologia, onde ocorreu o trabalho de campo que encontrou o símbolo da Sociedade Brasileira de Paleontologia, utilizado até hoje. Foi chefe da seção de Paleontologia do DNPM.
Entre os anos de 1970 e 1980, dedicou-se ativamente ao estudo das bacias gondvânicas brasileiras do estado de São Paulo, com auxílio do CNPq em colaboração com José Henrique Millan, do Museu Nacional (Rio de Janeiro). Seu trabalho conjunto com Millan contribuiu para a expansão do acervo do museu, tornando-o um dos maios acervos paleobotânicos da América Latina e do mundo. Foi consultor em paleobotânica do Projeto Radambrasil. Foi professor nas cadeiras de Geologia e Paleontologia na Faculdade de Filosofia, Ciências e Letras, trabalhando em conjunto com o Jardim Botânico do Rio de Janeiro.
Foi fundador da Sociedade Brasileira de Paleontologia, da Sociedade Botânica do Brasil, sócio da Sociedade Brasileira de Geologia, membro do
Internalional Bureau of Plant Taxonomy e em 1955 foi eleito para a Academia Brasileira de Ciências.

## Morte
Elias morreu na cidade Rio de Janeiro, em 30 de julho de 1985, aos 74 anos, cercado pela família.